# Gattugno

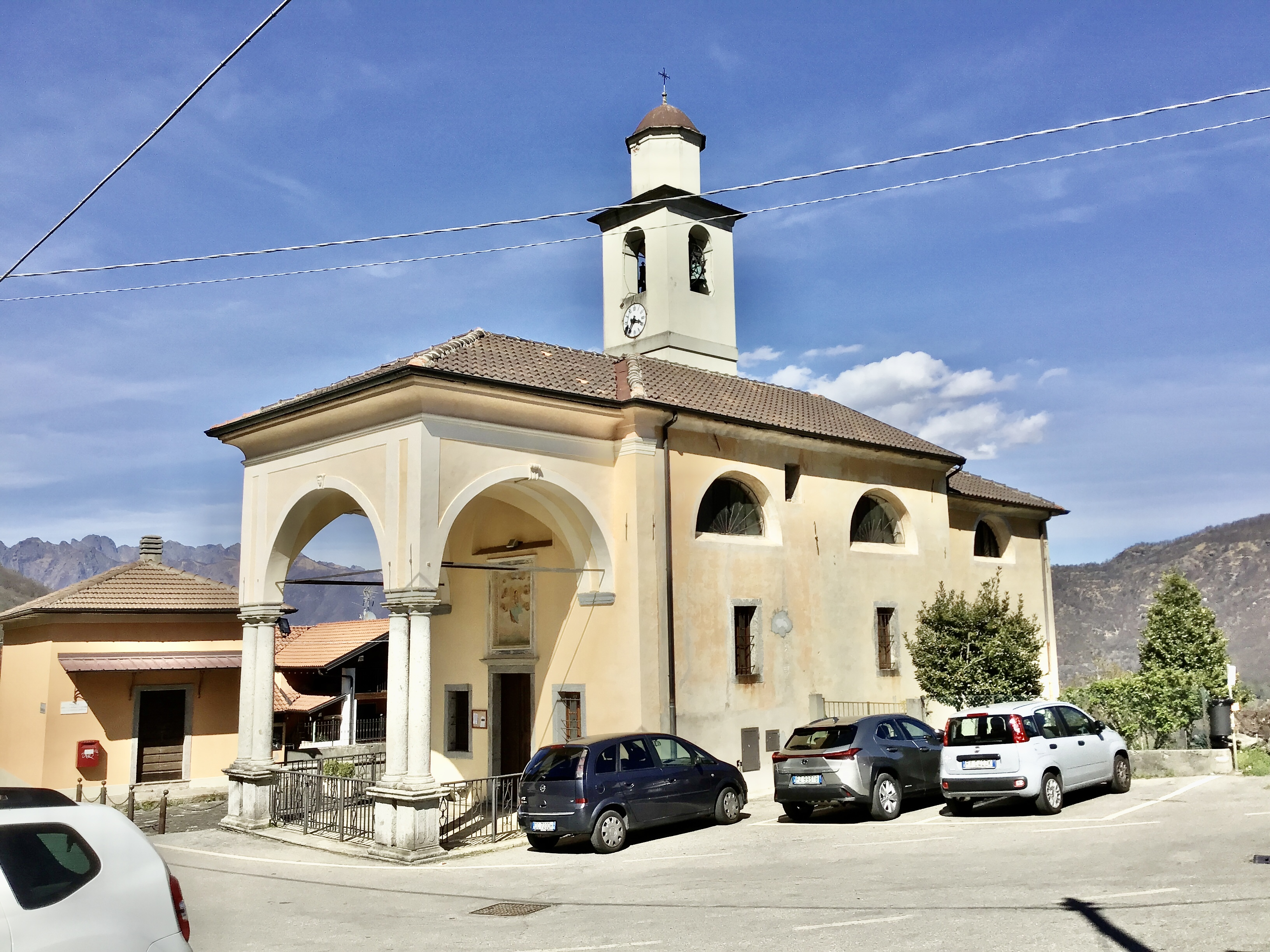
La Chiesa della Madonna della Neve

Gattugno è una frazione del comune di Omegna nella provincia del Verbano-Cusio-Ossola; fino al 1928 è stato un comune indipendente con la denominazione di Crana-Gattugno. 

## Geografia fisica
La frazione, di circa 70 abitanti, è situata a 504 metri sul livello del mare; distaccata dal centro comunale, è posta a circa 5 km a Nord-Ovest rispetto al centro comunale, al confine con la frazione Montebuglio (comune di Casale Corte Cerro). Gattugno sorge nel complesso del Monte Cerano, in Val Corcera ed è raggiungibile mediante carrozzabile dalla località San Fermo, mediante diramazione della Strada statale 229 del Lago d'Orta; da Gattugno si può raggiungere la Valle Strona, passando da Germagno e l'Alpe Quaggione, passando dall'Alpe Colla. La frazione si colloca sul lato sinistro del fiume Strona. Confina a Nord con Montebuglio mediante e ad Est con la località San Fermo.

## Monumenti e luoghi d'interesse
Sul suo territorio la frazione ospita la parrocchiale della Madonna della Neve.